# The Long Ryders
The Long Ryders est un groupe de Paisley Underground et country alternative américain. Ils mêlent une inspiration folk rock, le Y de Ryders étant un clin d'œil aux Byrds, avec une énergie héritée du mouvement punk et un attrait pour le psychédélisme. Au milieu des années 1980, ils sont les principaux représentants du style cowpunk à Los Angeles. Toujours sur le point de connaître le succès mais sans jamais y parvenir, plus populaire en Europe que dans leur pays natal, ils se séparent à la fin des années 1980.
Ils se reforment notamment en 2004 pour une tournée en Grande-Bretagne.

## Biographie
The Long Ryders sont formés à l'origine par divers multi-instrumentistes influencés par Gram Parsons, The Byrds et d'autres groupes de country et punk rock. Leur nom est tiré d'un film de Walter Hill intitulé The Long Riders. Le groupe se compose de Sid Griffin à la guitare, autoharpe et au bugle ; Stephen McCarthy à la guitare, steel guitar, à la mandoline et au banjo ; Des Brewer à la basse (plus tard remplacé par Tom Stevens) ; et Greg Sowders à la batterie et aux percussions.
Bien que deux de leurs membres soient ancrés dans l'American South, ils se popularisent en tant que groupe de rock de Los Angeles, formé au début des années 1980 et à l'origine associé au mouvement Paisley Underground.
The Long Ryders se forment sur les cendres du groupe de Los Angeles ; The Unclaimed. Leur première sortie studio est l'EP 10-5-60 qui fait participer Griffin, Brewer, McCarthy, et Sowders. Brewer quitte le groupe après la sortie de 10-5-60. Il est remplacé par Tom Stevens, et cette formation reste en place jusqu'à la séparation du groupe
Le groupe se sépare en 1987, mais se réunit en 2004 pour jouer au Glastonbury Festival et à divers autres grands événements. The Long Ryders joue leur premier live aux US pendant plus de 20 ans avec une apparition en 2009 au Earl d'Atlanta, et en 2014 au Troubadour de Los Angeles. Un album live résulte de leur réunion en 2004. En janvier 2016, Cherry Red Records sort un coffret Long Ryders, Final Wild Songs.
Après la séparation du groupe, Sid Griffin partage son temps entre la musique et le journalisme musical. Il participe occasionnellement au magazine Uncut. Il est l'auteur d'une biographie de Gram Parsons. Il sort des disques en solo dans les années 1990, puis forme The Coal Porters avec qui il continue de tourner dans les années 2000. Stephen McCarthy a rejoint les Jayhawks pour leur dernier album en 2003 : Rainy Day Music. Tom Stevens sort deux albums en solo : Points Revisited (1998) et Another Room.

## Membres
- Sid Griffin - guitare, chant
- Steven McCarthy - guitare, chant
- Greg Sowders - batterie
- Tom Stevens - basse
- Barry Shank - basse
- Des Brewer - basse

## Discographie
- 1983 : 05-10-1960 (EP)
- 1984 : Native Sons
- 1985 : The State of our Union
- 1987 : Two Fisted Tales
- 1995 : BBC Radio Live in Concert
- 2006 : Three Minute Warnings Live in New York City
- 2007 : State of our Reunion (live de 2004)
- Metallic B.O. (compilation d'inédits)

## Vidéographie
- Rockin' at the Roxy (2001, Classic entertainment), DVD, concert de 1986 au Roxy de Los Angeles